# Kamešnica (hegység)
A Kamešnica egy hegység Bosznia-Hercegovinában és Horvátországban. A Dinári-hegység része.

## Fekvése
A Kamešnica a Dinári-hegylánc legkeletibb hegye Bosznia-Hercegovina és Horvátország határán. Északkeleten a Buški blato, délnyugaton Ruda folyó (a Cetina mellékfolyója) között húzódik. Tőle nyugatra a horvátországi Sinj, északon a hercegovinai Livno városa található.

## Éghajlata
Az éghajlat és a növényzet szempontjából Kamešnicán három fő terület van. A Livanjsko polje (kb. 700 m tengerszint feletti magasságban) északi árnyékos lejtőinél frissebb, kontinentális az éghajlat. Az éves átlaghőmérséklet 9 ° C, a délnyugati, napos lejtőkön pedig a Sinsko polje mentén (kb. 300 m tengerszint feletti magasságban) melegebb, mediterrán az éghajlat, éves átlagban kb. 12,5 ° C. A magasság és a hűvösebb éghajlat miatt a Kamešnica csúcsgerincét körülbelül fél évig hó borítja, a téli hőmérséklet pedig -20 ° C körül mozog. Az általános bioklimatikus mutatók szerint a Kamešnica csúcsgerincén viszonylag hasonló az éghajlat a Velebit csúcsán levő Zavižan állomáshoz. Az összesítők szerint Kamešnica átlagos évi csapadékmennyisége 1200 - 2500 mm, a legnagyobb mennyiség Konj, Kurljaj, Gareta és Burnjača csúcsaira esik. Gyakran fordul elő viharos, száraz és hideg északkeleti szél, vagyis a bóra, amely fújása során „felhősapkát” helyez a Kamešnica hegygerincei és csúcsai fölé. A Dinári-gerinc mentén fekvő északibb csúcsokon egy ilyen bóra viszonylag ritkább, mint a déli Kamešnicánál.

## Leírása
A Kamešnica főgerince kelet-nyugati irányban húzódik a Vaganj-nyeregtől (1173 m) a Sinj-Livno úton Prolog felett, keleten pedig meredeken zuhan a Buško blato víztároló felé. A Dinári-hegylánc nagy részéhez hasonlóan a Kamešnicán, a hatalmas délnyugati lejtőkön húzódik a horvát-bosnyák határ (Mocenigo vonal), így az összes magasabb, 1700 m feletti csúcs a boszniai oldalon van. A legkeletibb és legmagasabb a Konj (1854 m), aztán a Kurljaj (1809 m), majd északnyugatra a Gornja Kamešnica Gareta (1773 m), a Burnjača (1770 m) és más 1700 m alatti csúcsok, míg a déli, dalmáciai csúcsok a Kamešnica horvát oldalán mind 1600 méternél alacsonyabbak. Déli fekvésük miatt innét a kilátás jobb, mint más Dinári-csúcsokról, így tiszta időben, főleg a délkeleten található Kamešnica csúcsgerincéről származó bóra után láthatjuk Hercegovinát a Neretva-völggyel, valamint a délnyugatra Damaciát az Adriai-szigetekkel.

## Növényvilág
A nehezebb megközelítés és a magasabb páratartalom miatt az északi lejtőkön Bosznia felé jobban megőrződik a növényzet, amelyet részben sűrű bükk- és fenyőerdők borítanak, míg Dalmácia délnyugati lejtőin az erdő többnyire elpusztult. A Kamešnicán számos, kivételesen gyógyító hatású növényfaj található meg, mint a hegyi menta, a hegyi üröm, az alpesi zuzmó, a kakukkfű, a zsálya, az encián, a kökény és sok más. 

## Állatvilág
Az állatvilág nem túl sokszínű. A hegység kopár tetejét többnyire hüllők, számos gyíkfaj, zöld gyík, homoki vipera, parlagi vipera és a nem mérgező, vízisikló és balkáni haragossikló lakják. A legtöbb élőhely a hegy északi oldalán az erdős területeken található, rókákkal, vaddisznókkal, de találkozhatunk hiúzzal és medvével is, bár ezeket nem gyakran látják.